# シービークイン
シービークインは日本の競走馬。逃げ馬として名を馳せ、中央競馬の重賞競走を3勝。その引退後は繁殖牝馬となり、同期馬トウショウボーイとの間に史上3頭目のクラシック三冠馬・ミスターシービーを産んだ。競走馬時代の主戦騎手は竹原啓二と吉永正人。

## 経歴
1973年2月、千葉県成田市の千明牧場三里塚分場に生まれる。本馬の母・メイドウは1963年にクラシック二冠馬となったメイズイの姪に当たる。父トピオは1967年のフランス・凱旋門賞優勝馬であり、史上初めて日本で種牡馬入りした凱旋門賞馬であるが、当時まだ目立った産駒はいなかった。
同年7月、母メイドウと共に群馬県片品村の千明牧場本場へ移動。発育の良い馬体で、場長の大澤敬は本馬を一目見て「これは走りそうだ」と感嘆したという。以後育成調教が積まれ、競走年齢の3歳に達した1975年、東京競馬場の松山吉三郎厩舎に入る。競走名は千明牧場の冠名「シービー（Chigira Bokujou）」に「クイン（Queen）」を合わせ、「シービークイン」とされた。

## 戦績
1976年1月31日、東京開催の新馬戦でデビュー。竹原啓二を鞍上に、逃げた1番人気馬トウショウボーイの直後を進んだが、直線で失速して5着と敗れた。4着馬のグリーングラスは後にトウショウボーイ・テンポイントと共に「TTG」と称されるライバル関係となり、またボーイとクインは後にミスターシービーの両親となる。こうした経緯から、本競走は後に「伝説の新馬戦」とされた。
次走の3着を経て、中山開催に替わっての未勝利戦で初勝利を挙げる。5月23日にクラシックの優駿牝馬（オークス）を控え、出走権確保のためサンスポ賞4歳牝馬特別（オークストライアル）に出走。本競走で吉永正人が初騎乗、キャリア3戦1勝という平凡な成績から、当日は16頭立て14番人気と低評価であった。しかし後続を引き離しての逃げからゴールまで押し切り、2着タイシオリに3馬身半差を付けて優勝。重賞初勝利を挙げた。千明牧場にとってはコレヒデ以来、9年ぶりの重賞制覇であった。
迎えた優駿牝馬では4番人気の支持を受ける。枠順抽選において、吉永が危惧していた外枠の15番を引き、スタートでは先頭を切れず道中2番手を進んだ。最終コーナー手前で先頭に立ち直線逃げ粘るも、テイタニヤ、ニッショウダイヤに交わされての3着に終わった。
春シーズンを終え、秋はエリザベス女王杯を目標とした。しかし夏を越して腰に不安を抱え始め、秋緒戦の牝馬東京タイムズ杯では13頭立て12着と大敗。本番の女王杯もシービークインと同じくトピオを父に持つディアマンテの8着に終わり、以後は翌1977年夏まで、二度の最下位を含む9連敗と不振に陥った。
しかし同年9月に条件戦で1年3カ月ぶりの勝利を挙げ、連敗を脱する。続く毎日王冠では、カシュウチカラ、カーネルシンボリといった牡馬の一線級を相手に逃げ粘りを見せると、直線では一旦交わされたトウフクセダンをゴール前で差し返すという内容で、2度目の重賞制覇。走破タイム2分0秒2は、東京競馬場・芝2000mのコースレコードであった。
続く重賞2走はいずれも着外（5着以下）に終わるが、翌1978年は緒戦から3、2、2着と良績を収める。4月23日の京王杯スプリングハンデキャップでは当年の有馬記念に優勝するカネミノブを4着に退けて重賞3勝目を挙げた。
その後は休養に入ったが、7月に引退が決定。千明牧場から牝馬の預託を受け付けていた北海道浦河町の岡本牧場で繁殖入りした。

## 競走成績
| 年月日 | 年月日 | 年月日 |      | レース名           | 頭数 | 人気 | 着順 | 距離（状態）  | タイム  | 着差    | 騎手     | 斤量 [kg] | 勝ち馬/（2着馬）   |
| 1976   | 1.     | 31     | 東京 | 4歳新馬            | 18   | 8    | 05着 | 芝1400m（良） | 1:26.6  | 1.9秒   | 竹原啓二 | 51        | トウショウボーイ   |
|        | 2.     | 21     | 東京 | 4歳新馬            | 13   | 4    | 03着 | ダ1400m（重） | 1:28.1  | 0.9秒   | 竹原啓二 | 51        | （ニッケンリュウ） |
|        | 3.     | 28     | 中山 | 4歳未勝利          | 14   | 4    | 01着 | ダ1200m（稍） | 1:13.1  | クビ    | 竹原啓二 | 51        | （カネコフジ）     |
|        | 5.     | 2      | 東京 | 4歳牝馬特別        | 16   | 14   | 01着 | 芝1800m（重） | 1:51.2  | 3 1/2身 | 吉永正人 | 54        | （タイシオリ）     |
|        | 5.     | 23     | 東京 | 優駿牝馬           | 23   | 4    | 03着 | 芝2400m（不） | 2:34.6  | 0.2秒   | 吉永正人 | 55        | テイタニヤ         |
|        | 10.    | 31     | 東京 | 牝馬東京タイムズ杯 | 13   | 11   | 12着 | 芝1600m（良） | 1:38.2  | 2.1秒   | 吉永正人 | 52        | ベロナスポート     |
|        | 11.    | 21     | 京都 | エリザベス女王杯   | 15   | 5    | 08着 | 芝2400m（稍） | 2:29.7  | 1.2秒   | 吉永正人 | 55        | ディアマンテ       |
| 1977   | 1.     | 9      | 東京 | ニューイヤーS      | 17   | 14   | 16着 | ダ1400m（良） | 1:27.8  | 3.6秒   | 吉永正人 | 53        | レアリータイム     |
|        | 2.     | 6      | 中京 | 中日新聞杯         | 15   | 12   | 15着 | 芝1800m（良） | 1:51.7  | 3.1秒   | 竹原啓二 | 52        | キングラナーク     |
|        | 2.     | 19     | 中京 | オープン           | 11   | 8    | 08着 | 芝1700m（良） | 1:43.4  | 1.3秒   | 竹原啓二 | 53        | フミノヒカリ       |
|        | 3.     | 20     | 中山 | 中山牝馬S          | 13   | 4    | 13着 | 芝1800m（重） | 1:53.5  | 2.3秒   | 竹原啓二 | 51        | シュンセツ         |
|        | 4.     | 29     | 東京 | 武蔵野S            | 11   | 9    | 03着 | 芝1600m（良） | 1:36.1  | 0.2秒   | 竹原啓二 | 50        | ヒロワイルド       |
|        | 6.     | 11     | 東京 | みなづき賞         | 13   | 3    | 09着 | 芝1800m（重） | 1:52.2  | 2.5秒   | 竹原啓二 | 51        | レッドパンサー     |
|        | 7.     | 10     | 中山 | ルビーS            | 14   | 11   | 06着 | 芝1800m（良） | 1:51.1  | 0.8秒   | 竹原啓二 | 51        | シマノカツハル     |
|        | 9.     | 10     | 東京 | 初秋S              | 14   | 3    | 01着 | 芝1600m（不） | 1:35.1  | 6身     | 吉永正人 | 54        | パワーシンボリ     |
|        | 9.     | 25     | 東京 | 毎日王冠           | 10   | 1    | 01着 | 芝2000m（良） | R2:00.2 | ハナ    | 吉永正人 | 54        | （トウフクセダン） |
|        | 11.    | 6      | 東京 | 目黒記念（秋）     | 10   | 3    | 10着 | 芝2500m（良） | 2:37.6  | 3.7秒   | 吉永正人 | 55        | ブルーハンサム     |
|        | 11.    | 20     | 東京 | ダービー卿CT       | 10   | 5    | 07着 | 芝1800m（良） | 1:49.4  | 0.6秒   | 吉永正人 | 54        | グレートセイカン   |
| 1978   | 1.     | 8      | 中山 | ニューイヤーS      | 8    | 4    | 03着 | ダ1400m（稍） | 1:25.2  | 0.9秒   | 吉永正人 | 54        | （メジロサガミ）   |
|        | 2.     | 5      | 東京 | 東京新聞杯         | 12   | 6    | 02着 | 芝2000m（良） | 2:01.6  | 0.1秒   | 吉永正人 | 53        | スズサフラン       |
|        | 3.     | 19     | 中山 | 中山牝馬S          | 9    | 2    | 02着 | 芝1800m（不） | 1:52.4  | 0.0秒   | 吉永正人 | 56        | シュンセツ         |
|        | 4.     | 23     | 東京 | 京王杯スプリングH  | 10   | 2    | 01着 | 芝1800m（良） | 1:47.9  | 2身     | 吉永正人 | 54        | カネミカサ         |

- タイム欄のRはレコード勝ちを示す。

## 繁殖 - 功労馬時代
繁殖初年度の相手にはテスコボーイが予定されたが種付け権を確保できず、その産駒のトウショウボーイが代用で選ばれた。規則では千明牧場はトウショウボーイとの交配権取得は不可能であったが、当時同馬は種牡馬供用2年目で人気が低く、年若く実績もあるシービークインとの交配は種馬場側としても望ましいものであり、特別に交配が行われた。
翌年誕生した牡駒は「千明牧場を代表する馬」という期待から「ミスターシービー」と命名され、クインと同じく吉永正人を鞍上に、1983年のクラシック三冠、1984年の天皇賞（秋）を制して四冠馬となった。厩務員として母仔二代を担当した佐藤忠雄は、ミスターシービーを評して「澄んだ目、心臓の強さ、内臓全体の丈夫さと根性の座ったところ、何もかもシービークインそのものだったと思う」と語っている。
シービークイン自身は2年目にハードツービートと交配されたが、産駒は出産時のアクシデントで死産となり、以後繁殖能力を失った。その後もソーブレスドやホクトボーイ、シービークロスらと交配されたが、結局ミスターシービー以外には1頭の産駒も残さず、1989年の種付けを最後に繁殖生活からも引退。以後は故郷・千明牧場三里塚分場で功労馬として余生を送った。1999年からは種牡馬を引退したミスターシービーも同場に移動、シービークインの隣に放牧地が設けられ、母子が互いを見える場所で過ごすという、離乳後の競走馬としては珍しい形態となった。
2000年にミスターシービーが蹄葉炎で先に死亡。4年後の2004年1月10日、シービークインも老衰で死亡した。31歳であった。

## エピソード

### 吉永正人・みち子とシービークイン
シービークインの競走生活中、吉永は競馬記者の鈴木みち子と結婚を見据えた交際をしていたが、この交際にみち子の母が猛反対を続けていた。こうした中でシービークインが吉永を背に活躍を見せたことでみち子は非常に勇気づけられたといい、後に発売された『ミスターシービー写真集』への寄稿でシービークインを回想し、「私が人生の大きな転機にさしかかり、悩み苦しみ抜いていた時、ぴったり寄り添うように一緒に走ってくれた友人、そして恩人だ。彼女の励ましがなければ、私はきっと何もかもが嫌になり、サラブレッドの村に住み着くこともなかっただろう」と綴っている。吉永も「シービークインという馬は、懐かしいとか、思い出に残るとかいった馬ではなく、僕たちの人生にとけ込んできた馬です」と語っている。後に吉永とみち子は結婚。シービークインが毎日王冠に優勝したのは結婚式の2週間前であった。

## 血統表
| シービークインの血統                  | シービークインの血統                                      | シービークインの血統                                | （血統表の出典）                                    | （血統表の出典） |
| 父系                                  | ファイントップ系                                          | ファイントップ系                                    | ファイントップ系                                    | [ § 2 ]          |
| 父 *トピオ Topyo 1964 黒鹿毛 フランス | 父の父Fine Top 1949 黒鹿毛 フランス                       | Fine Art                                            | Artist's Proof                                      | Artist's Proof   |
| 父 *トピオ Topyo 1964 黒鹿毛 フランス | 父の父Fine Top 1949 黒鹿毛 フランス                       | Fine Art                                            | Finnoise                                            |                  |
| 父 *トピオ Topyo 1964 黒鹿毛 フランス | 父の父Fine Top 1949 黒鹿毛 フランス                       | Toupie                                              | Vatellor                                            | Vatellor         |
| 父 *トピオ Topyo 1964 黒鹿毛 フランス | 父の父Fine Top 1949 黒鹿毛 フランス                       | Toupie                                              | Tarentella                                          |                  |
| 父 *トピオ Topyo 1964 黒鹿毛 フランス | 父の母Deliriosa 1956年 フランス                           | Delirium                                            | Panorama                                            | Panorama         |
| 父 *トピオ Topyo 1964 黒鹿毛 フランス | 父の母Deliriosa 1956年 フランス                           | Delirium                                            | Passed Out                                          |                  |
| 父 *トピオ Topyo 1964 黒鹿毛 フランス | 父の母Deliriosa 1956年 フランス                           | La Fougueuse                                        | Admiral Drake                                       | Admiral Drake    |
| 父 *トピオ Topyo 1964 黒鹿毛 フランス | 父の母Deliriosa 1956年 フランス                           | La Fougueuse                                        | La Foux                                             |                  |
| 母 メイドウ 1965 黒鹿毛 日本          | 母の父*アドミラルバード Admiral Byrd 1952 黒鹿毛 イギリス | Nearco                                              | Pharos                                              | Pharos           |
| 母 メイドウ 1965 黒鹿毛 日本          | 母の父*アドミラルバード Admiral Byrd 1952 黒鹿毛 イギリス | Nearco                                              | Nogara                                              |                  |
| 母 メイドウ 1965 黒鹿毛 日本          | 母の父*アドミラルバード Admiral Byrd 1952 黒鹿毛 イギリス | Woodlark                                            | Bois Roussel                                        | Bois Roussel     |
| 母 メイドウ 1965 黒鹿毛 日本          | 母の父*アドミラルバード Admiral Byrd 1952 黒鹿毛 イギリス | Woodlark                                            | Aurora                                              |                  |
| 母 メイドウ 1965 黒鹿毛 日本          | 母の母メイワ 1958 栗毛 日本                               | *ゲイタイム Gay Time                                | Rockefella                                          | Rockefella       |
| 母 メイドウ 1965 黒鹿毛 日本          | 母の母メイワ 1958 栗毛 日本                               | *ゲイタイム Gay Time                                | Daring Miss                                         |                  |
| 母 メイドウ 1965 黒鹿毛 日本          | 母の母メイワ 1958 栗毛 日本                               | *チルウインド Chill Wind                            | Wyndham                                             | Wyndham          |
| 母 メイドウ 1965 黒鹿毛 日本          | 母の母メイワ 1958 栗毛 日本                               | *チルウインド Chill Wind                            | Heart of Midlothian F-No.9-h                        |                  |
| 母系(F-No.)                           | 9号族(FN:9-h)                                             | 9号族(FN:9-h)                                       | 9号族(FN:9-h)                                       | [ § 3 ]          |
| 5代内の近親交配                       | Vatout5・5×5 Plucky Liege5×5 Blenhim5×5 Hyperion5×5       | Vatout5・5×5 Plucky Liege5×5 Blenhim5×5 Hyperion5×5 | Vatout5・5×5 Plucky Liege5×5 Blenhim5×5 Hyperion5×5 | [ § 4 ]          |
| 出典                                  | 1. 2. 3. 4.                                               | 1. 2. 3. 4.                                         | 1. 2. 3. 4.                                         | 1. 2. 3. 4.      |